# Neolarra hurdi
Neolarra hurdi är en biart som beskrevs av Shanks 1978. Neolarra hurdi ingår i släktet Neolarra och familjen långtungebin. Inga underarter finns listade i Catalogue of Life.